# Kritzendorf
Kritzendorf ist ein Ort und eine Katastralgemeinde der Stadtgemeinde Klosterneuburg in Niederösterreich mit 2595 ganzjährigen Einwohnern (in der Sommersaison wohnen hier über 5000 Menschen).

## Lage
Die Katastralfläche von ca. 10 km² umfasst die alten Orte Unterkritzendorf und Oberkritzendorf an der Hauptstraße mit den Engstellen, die neueren Siedlungsgebiete an den Hängen, in den Seitentälern und im Donautal stromaufwärts, den Weißenhof (heute Rehabilitationszentrum „Weißer Hof“), die Kritzendorfer Au bis zur Rollfähre sowie einen schmalen Streifen am gegenüberliegenden Donauufer stromabwärts des Tuttendörfels, der durch die Regulierung der Donau abgetrennt wurde. In der Kritzendorfer Au befindet sich das in der Zwischenkriegszeit berühmt gewordene Strombad Kritzendorf (heute Kleingartenverein „Donausiedlung“). Das Landschaftsbild ist geprägt vom Auwald im Donautal, den Weingärten an den Hängen und den Wäldern auf den Hügelkuppen.

## Geschichte

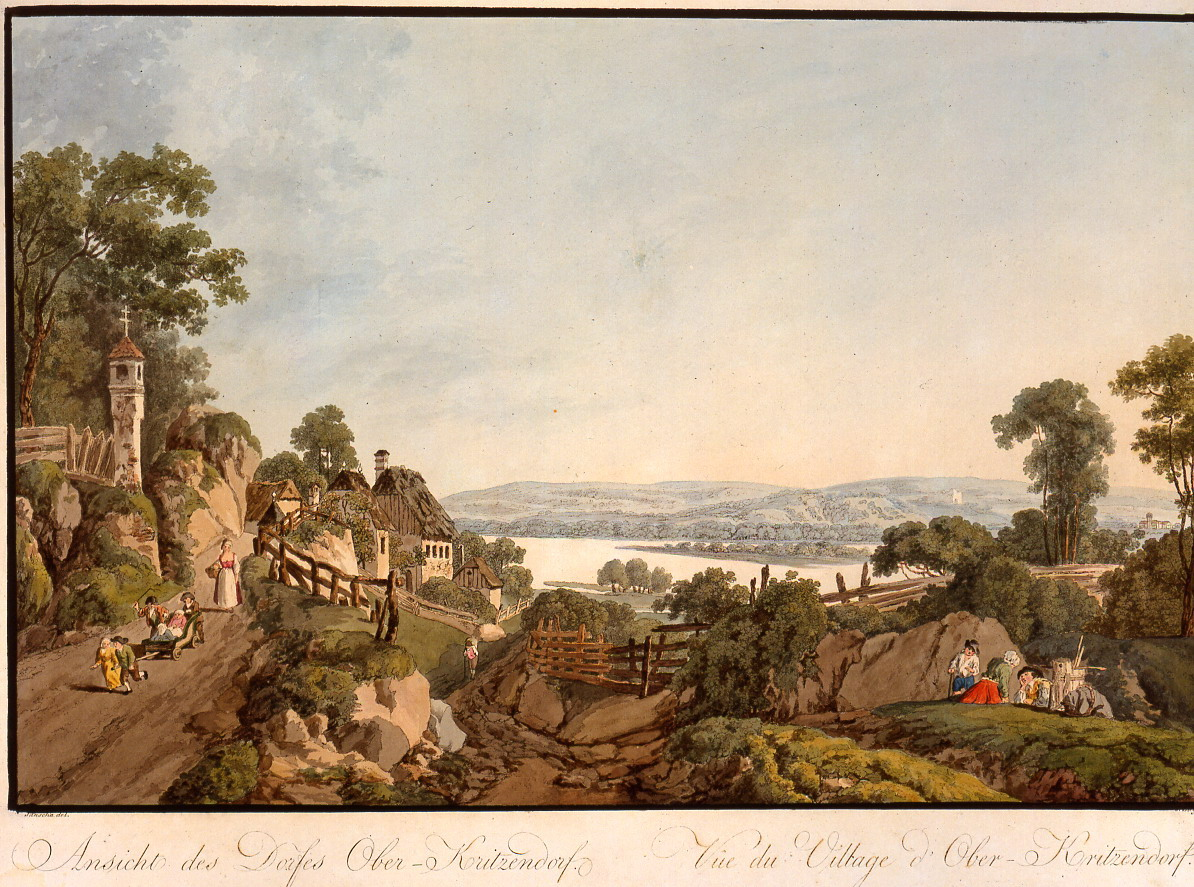
Ansicht des Dorfes Oberkritzendorf. Kolorierter Kupferstich von J. Ziegler, nach einem Aquarell von Laurenz Janscha (um 1790)

Wappen der mittelalterlichen Ritter von Kritzendorf

Der älteste Zivilisationshinweis stammt aus der Jungsteinzeit (Bruchstück eines Steinbeils). In der Bronzezeit gab es eine Siedlung in der Au (Bronzeschwerter), wo bereits Feldbau betrieben wurde; Hochwässer sorgten für Düngung. Auch der Weinbau geht auf vorrömische Zeit zurück. Ortsname und Siedlungskerne stammen aus dem Hochmittelalter. Von den damaligen Lehm- und Holzbauten ist nichts erhalten. Der Ortsname leitet sich vermutlich von einem slawischen Stammesfürsten namens Križan ab (wie auch Kreuzenstein und Kreuzstetten).
Die älteste erhaltene schriftliche Erwähnung bezieht sich auf 1108, als Wisint von Criczendorf Zeuge einer Schenkung an das Stift Klosterneuburg war. Ritter Ulrich von Chriczendorf war 1291 Hofmeister von Herzog Albrecht I., der damals in Klosterneuburg residierte. Sein dreifach schräg rechts geteiltes Wappen ist heute Ortssymbol. Um 1460 wurde zwischen Unter- und Oberkritzendorf, damals auf freiem Feld, die heutige Kirche errichtet und später dem hl. Vitus geweiht. Aus derselben Zeit stammen die ersten Lesehöfe, die – mehrmals erweitert – heute als mächtige Gebäude an der Hauptstraße auffallen.
Auch Kritzendorf blieb von Katastrophen nicht verschont, kam aber im Vergleich zur Umgebung relativ glimpflich davon. Als die Heuschrecken die Feldfrüchte auffraßen, blieb den Dorfbewohnern der Wein. Als die Reblaus die Weinreben vernichtete, stieg man auf Ribiselwein (aus Johannisbeeren) um. Pest, Türken und Napoleonische Truppen wüteten im städtischen Klosterneuburg wesentlich stärker als im dünn besiedelten Kritzendorf. Selbst im Zweiten Weltkrieg gab es kaum lokale Kampfhandlungen, lediglich ein Haus wurde durch Fliegerbomben zerstört. Dennoch ließen 117 Kritzendorfer ihr Leben, fast alle fern ihrer Heimat.
Ende des 19. Jahrhunderts wurde Kritzendorf durch die Wiener Donauregulierung und die Franz-Josefs-Bahn zum Ausflugsziel und zur Sommerfrische für viele Wiener. Bekannt wurde Kritzendorf in der Zwischenkriegszeit durch das Strombad. Aus dem ursprünglichen Badeschiff war eine Wiener Wochenendkolonie mit über 600 "Stelzenhäusern" geworden. Mit dem „Anschluss“ Österreichs wurden drei Viertel der Pächter wegen jüdischer Herkunft oder politischer Abweichung gekündigt und damit die intellektuell-kulturelle Gesellschaft vertrieben, woran auch eine „Rück-Arisierung“ nach Kriegsende nicht viel ändern konnte.
1938 wurde Kritzendorf gemeinsam mit Klosterneuburg und den umliegenden Ortschaften zum 26. Bezirk von Groß-Wien. Als Klosterneuburg 1954 wieder selbstständig wurde, blieb Kritzendorf in Klosterneuburg eingemeindet. Aus der Sommerfrische wurde ein beliebtes Siedlungsgebiet für stadtflüchtige Wiener, aus Wochenendhäusern wurden Einfamilienhäuser, aus dem Weinhauerdorf ein Großstadt-Satellit. Die Einwohnerzahl verzehnfachte sich, während die Anzahl der Nahversorgungsbetriebe, Vollerwerbsbauern und Buschenschänken (Heurigen) auf ein Zehntel zurückging. Dennoch gelingt es, durch lokale Initiativen örtliche Identität zu stiften.

## Sehenswürdigkeiten

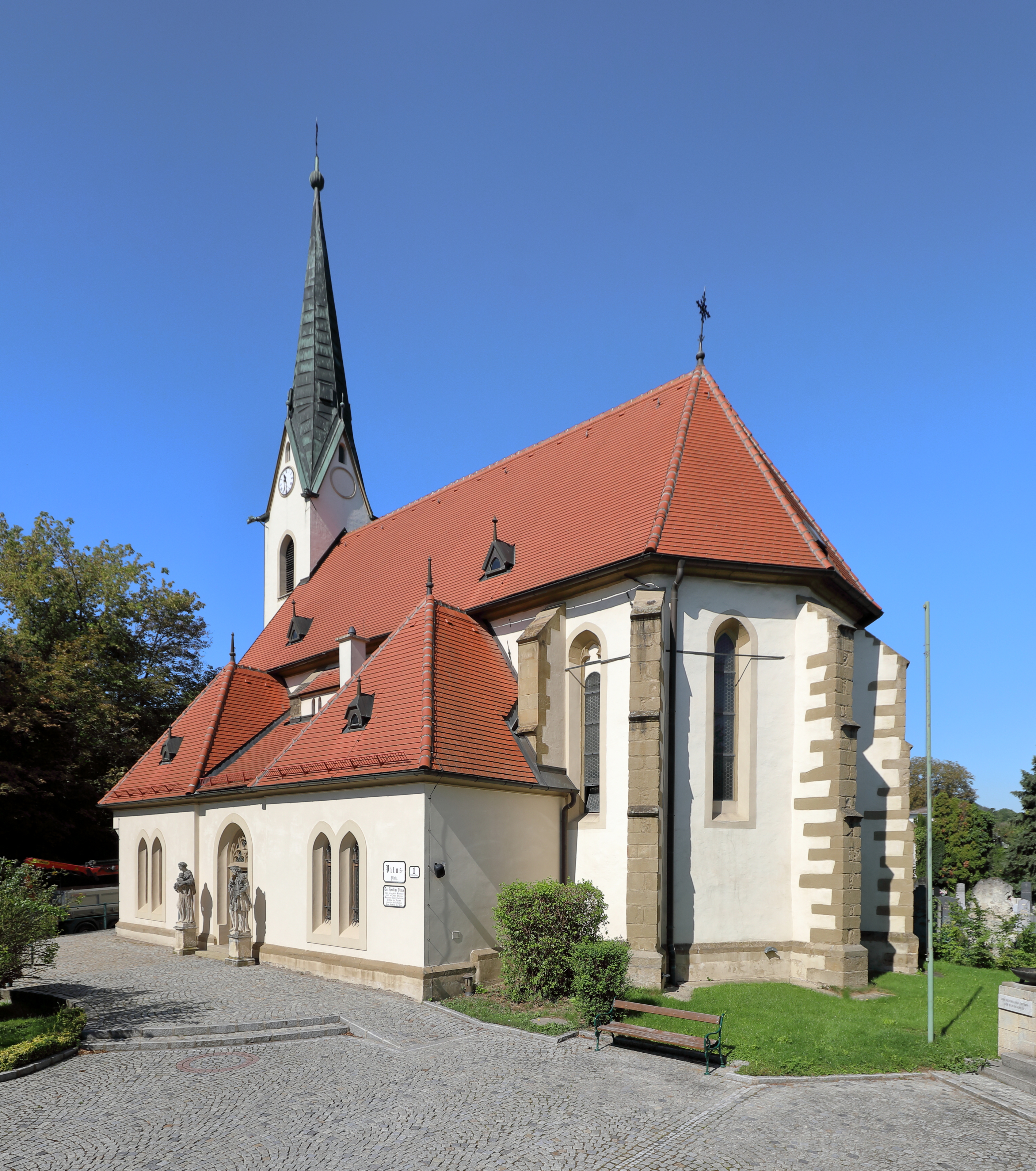
Kirche St. Vitus in Kritzendorf

Zur spätgotischen Kirche siehe den eigenen Artikel Kirche St. Vitus.
An der Hauptstraße befinden sich die ehemaligen Lesehöfe der Grafen von St. Julien (Katharinenhof) und Bartolotty (Hauptstr. 79), der Stifte Kremsmünster (Hauptstr. 52) und Mauerbach (Mauerbacher Hof), der Fürsten Liechtenstein (Edelhof), in der Bahngasse jene der Stifte St. Florian (vermutlich nach Plänen von Jakob Prandtauer, heute Alten- und Pflegeheim der Barmherzigen Brüder) und Schlierbach (Medaillonfassade). Aus der Wende vom 19. zum 20. Jahrhundert stammen herrschaftliche Villen, darunter der Schelhammerhof (Heuriger Vitovec), die Schelhammervilla (Klinggasse, erbaut 1906 von Josef Schömer), die Villa Voeclker-Jacobsen (Hauptstr. 80, erbaut 1871 vom Ringstraßenarchitekten Emil von Förster). In der Zwischenkriegszeit baute Walter Loos ein Hanghaus (Hauptstraße 82a). In den letzten 3 Dezennien entstanden zahlreiche Wohnhausanlagen, der Neubau des Alten- und Pflegeheimes der Barmherzigen Brüder, das Amtshaus und das Rehabilitationszentrum Weißer Hof.
Der Bahnhof Kritzendorf liegt nördlich des alten Oberkritzendorf, dort wo die nach Höflein führende Hauptstraße außerhalb der in überschwemmungssicherer Höhe gelegenen alten Orte das Donauniveau erreicht. Früher nannte man die Gegend Beim Sandhof, dann Außerkritzendorf. Der viergleisige Bahnhof ist weitgehend im Originalzustand. Während der Hochblüte des Kritzendorfer Strombades war hier Endstation der so genannten Kürzzüge, bestehend aus einer Dampflokomotive mit je zwei Personenwaggons davor und dahinter, die an schönen Sommersonntagen im Zehnminutentakt zwischen Heiligenstadt und Kritzendorf pendelten. Die Haltestelle Unterkritzendorf entstand erst später, auf Grund einer Bürgerinitiative. Seit 2017 pendeln wieder während der Stoßzeit zwischen Wien (Franz Josefs Bahnhof) und Kritzendorf im Viertelstundentakt. Nachdem bereits 2009 bei der Ausfahrt Richtung Wien FJB ein City Shuttle mit einem mit Kohle beladenen Güterzug kollidiert war, kollidierte 2017 an der gleichen Stelle eine Schnellbahngarnitur mit einem Personenzug (Liste von Eisenbahnunfällen in Österreich).

Kritzendorf, Strombad: Rondeau (Ansichtskarte aus der Zwischenkriegszeit)

 Das Strombad Kritzendorf wurde als eines der ersten Freiluftstrombäder im Jahr 1903 vom Verschönerungs- und Geselligkeitsverein „Die Linde“ errichtet. Es war bald beliebtes Ausflugsziel der Wiener. In der Zwischenkriegszeit trafen sich hier alle Gesellschaftsschichten, auch die mondänen Großstädter. Im (bis heute erhaltenen) Strandpavillon spielten die Wiener Symphoniker auf. Im Sommer 2004 fand eine Ausstellung über das Strombad im Wien Museum statt, deren Exponate nun zum Teil im Dorfmuseum zu sehen sind.
Von Oberkritzendorf aus führt der Riedenwanderweg durch die gegen Höflein gelegenen Weinrieden. Mit Schautafeln wird der Besucher über Weinbau, Rebsorten und lokale Besonderheiten informiert, darunter auch die „Türkischen Backöfen“. Angeblich haben sich die Kritzendorfer dort, mitten in den Weinbergen, vor den Türken versteckt und ihr Brot gebacken. Weiter oben steht die St. Paula Kapelle, errichtet zum Gedenken an eine wohlhabende Kritzendorferin. Von Unterkritzendorf aus gelangt man auf den Naturerlebnisweg. An 20 Stationen kann man die einzigartige Natur- und Kulturlandschaft Kritzendorfs kennenlernen. Am höchsten Punkt befindet sich die Waldandacht, im Volksmund „Bildeiche“ genannt.

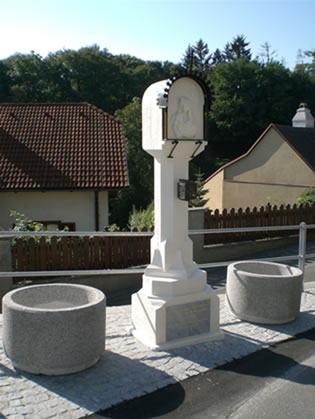
Kritzendorf, Unteres Mohswincklerkreuz (1678, überarbeitet)

Fünf Bildstöcke („Marterln“) sind erhalten, die von dankbaren oder besorgten Kritzendorfern errichtet wurden. Vier stammen aus dem 17. Jahrhundert: an der Hauptstraße das Untere (Ecke Klinggasse) und obere (Ecke Bahnhofsplatz) Mohswincklerkreuz, das Weiße Kreuz oben in der Steingasse, das Herzogenburger Marterl an der ehemaligen Pfarrgrenze nach Höflein. Das jüngste ließ der hier ansässige Klosterneuburger Altbürgermeister Karl Resperger im Jahr 2002 oberhalb seines Anwesens errichten. Von den Weg- und Gedenkkreuzen steht eines in einer Mauernische des Tiefen Kellers in Unterkritzendorf, das Fischerkreuz beim Bahnhof Unterkritzendorf, die „Dreifaltigkeit“ am Dreidörfereck Kritzendorf – Höflein – Hadersfeld am Hundsberg. An der Weißenhoferstraße findet man einen Duellgedenkstein, der zum Gedenken an ein Duellopfer errichtet wurde. An der Hauptstraße unterhalb der öffentlichen Volksschule ist das Franz Josephs Jubiläums Denkmal, das 1908 von den Kulturfreunden errichtet wurde.
Siehe auch Liste der denkmalgeschützten Objekte in Klosterneuburg, Abschnitt Katastralgemeinde Kritzendorf.

## Wirtschaft und Gesundheit
Der über Kritzendorf hinaus wohl bekannteste Kritzendorfer Wirtschaftsbetrieb ist die Firma „Textil-Müller“ beim Bahnhof Kritzendorf. Weiters wirken über die Ortsgrenzen hinaus ein Tischler, ein Schlosser, ein Gärtner, eine Gemüse- und Obstkonservenerzeugung, eine Hochlandrinderzucht, zwei Fuhrunternehmen, zwei Maler und Anstreicher.
Die OMV betreibt mehrere Gasförderstellen in der Au und auf den Hügeln.
In Kritzendorf ordinieren eine Gruppenordination für Allgemeinmedizin, ein Zahnarzt, eine Kinderärztin, ein Psychotherapeut und eine Tierärztin. Die sonstige Nahversorgung besteht aus Supermarkt, Bank, Nähstuben, Kunsthandwerk, eine Ayurveda & Yoga Praxis, Masseurinnen, Heilgymnastin, Werbeagentur, Sinnesschule, sowie einem Kiosk im Rondeau des Strombades.
Die verkehrsmäßige Anbindung an Klosterneuburg und Wien erfolgt mit öffentlichen Verkehrsmitteln über die oben genannte Schnellbahn, mit 2 Bahnhöfen: dem Bahnhof Unter Kritzendorf und dem Bahnhof Kritzendorf, wo 2018 zusätzliche P+R-Parkplätze errichtet wurden. Darüber hinaus verkehren Busse nach Klosterneuburg und Höflein. Der zum Teil aus dem Tullnerfeld kommende Individualverkehr quält sich durch die Kritzendorfer Hauptstraße mit ihren Engstellen.
Für sportliche Betätigung bieten sich Wander- und Radwege in der Au und an den Hügeln an. Auf dem Areal des Strombades gibt es einen Fußballplatz, einen Volleyballplatz und Tennisplätze. Neben dem Bahnhof Kritzendorf steht eine Halfpipe. Die Donauufer laden zum Sonnenbaden ein, an warmen Tagen auch zum Schwimmen im Strom. Das Reibungsgeräusch des „Geschiebes“ am Donaugrund ist ein unvergessliches Erlebnis. Der Silbersee sowie ein künstlicher Teich in der Hirschengasse bieten Fischern reichliches Betätigungsfeld. Im Amtshaus finden Gymnastik-, Aerobic- und Bauchtanzkurse statt.
Fünf Gasthäuser, davon zwei im „alten Ort“, eines am Silbersee und zwei im Strombad, das "Pizza-Eck", ein Imbiss bzw. Radlertreff sowie sechs ortsansässige Buschenschänken („Heurige“) sorgen für das leibliche Wohl. Zwei Beherbergungsbetriebe bieten unter anderem den Radlern vom nahen Donauradweg Unterkunft.

## Institutionen und Vereine
Die Pfarre St. Vitus wird von Klosterneuburger Chorherren betreut. Gemeinsam mit anderen lokalen Vereinen organisiert sie das jährliche Erntedankfest. Der Pfarrbrief informiert regelmäßig über religiöse und ortsspezifische Themen.
An überregionalen sozialen Einrichtungen gibt es das Alten- und Pflegeheim der Barmherzigen Brüder, 2018/19 komplett erneuert. In den Wäldern oberhalb des Ortes befindet sich auf Kritzendorfer Katastralgebiet das Rehabilitationszentrum Weißer Hof der Allgemeinen Unfallversicherungsanstalt.
Im Amtshaus ordinieren ein Kinder- und ein Tierarzt, es gibt das Dorfmuseum, sowie einen Veranstaltungssaal. Seit 2024 gibt es ein Esslokal im Amtshaus. Die Kritzendorfer Ortsvorstehung wird von Ingrid Pollauf wahrgenommen (nach Franz Resperger). Informationen über das dörfliche Geschehen finden sich im Printmedium „Unser Kritzendorf“ (erscheint fünfmal jährlich) sowie auf verschiedenen Websites.
An Bildungseinrichtungen gibt es eine Öffentliche Volksschule, die Privatvolksschule der Schulschwestern (daher auch "Kloster" genannt), deren Einzugsgebiet über Klosterneuburg hinaus reicht, sowie die Freiraumschule, die nach der Montessori-Methode vorgeht. Der zuvor im "Kloster" untergebrachte Landeskindergarten wurde 2018 neben dem Pfarrgarten neu erbaut. Im Gebäude der Freiraumschule ist auch die private Kindergruppe „Wasserfloh“ untergebracht.
Die sonstigen örtlichen Einrichtungen werden von Vereinen getragen. Das Komitee für Kritzendorfer Heimatpflege erhält unter anderem die Kritzendorfer Kleindenkmäler und pflegt Rastplätze für Wanderer samt Bankerln. Es ist auch Trägerverein für das Dorfmuseum Kritzendorf, in dem Geschichte und Kultur sowie die lokalen bäuerlichen und häuslichen Lebensformen dokumentiert sind. Die Freiwillige Feuerwehr Kritzendorf wurde 1890 gegründet. Abgesehen vom Feuerwehrhaus an der Kritzendorfer Hauptstraße gibt es ein Depot im Strombad. Die 1951 ins Leben gerufene „Sängerrunde Kritzendorf“ bestand aus einem Männerchor, zu dem sich 2005 ein Frauenchor gesellte (heute "Distelblüten"). Die Pfadfinder haben ihr Heim in der Weißenhoferstraße. Mehrere Sport-, Siedlungs-, Eltern-, Spar- und Geselligkeitsvereine, Ortsgruppen politischer Parteien, örtlicher Kameradschaftsbund, Seniorenclub, Weinbauverein und Agrargemeinschaft runden die vielfältige Vereinslandschaft ab. Im „Club der 12“ sind alle karitativ tätigen örtlichen Organisationen vertreten. Kritzendorf ist weiters Sitz des Vereins "Friedensflotte mirno more"

## Persönlichkeiten
- Joseph von Schreibers (1793–1874), Jurist und Landwirtschaftler
- Erich Winterhalder (1808–1889), Ökonom, Journalist und Verleger
- Adalbert Nikolaus Fuchs (1814–1886), Professor für Landwirtschaft, Rektor
- Isidor H. Groß (1864–1914), Schauspieler und Opernregisseur
- Justinian Frisch (1879–1949), Journalist und Übersetzer
- Ernst Fuchs (1851–1930), Professor für Augenheilkunde
- Hugo Breitner (1873–1946), Finanzstadtrat des „Roten Wien“
- Hans Reif (1887–1949), setzte mit der "Rückarisierung" von Hütten im Strombad ein einzigartiges Zeichen von Zivilcourage
- Karl Mandl (1891–1989), Koleopterologe (Käferforscher) und Botaniker
- Bodo Kaltenboeck (1893–1939), Schriftsteller
- Sergius Pauser (1896–1970), akadem. Maler, Professor an der Akademie
- Wilhelm Kurtz (1897–1942), österr. Amateurboxmeister 1921, Kampfname "der Riese von Kritzendorf"
- Dora Miklosich (1899–1981), Schauspielerin und Radiosprecherin ("Tante Dora")
- Julius Allo (Álló) (1901–1984), akadem. Maler, Restaurator, Professor, Künstlerbund Klosterneuburg
- Erika Mitterer (1906–2001), Schriftstellerin
- Egon Höller (1907–1991), Jurist
- Felix Karlinger (1920–2000), Romanist (verbrachte Lebensabend in Kritzendorf)
- Gustav Otruba (1925–1994), Universitätsprofessor für Wirtschaftsgeschichte, u. a. Mitherausgeber von Klosterneuburg, Geschichte und Kultur, Band I und II
- Louie Austen (* 1946), Pianist, Akkordeonspieler, Gitarrist, Bar- und Jazzcrooner
- Otto A. Altenburger (* 1951), Wirtschaftswissenschaftler
- Beat Furrer (* 1954), Komponist
- Manfred Neuwirth (* 1954), Filmemacher und Medienkünstler ("Aus einem nahen Land" und Teile der "Trilogie" spielen in Kritzendorf)
- Michael Konsel (* 1962), Fußballspieler

Darüber hinaus haben etliche Prominente, insbesondere Kulturschaffende, einen (Zweit-)Wohnsitz in Kritzendorf.